# Никола Врцељ
Никола Врцељ (Беговац крај Огулина, СФРЈ, 11. новембар 1963) је политолог и пољопривредник.
Управник је пољопривредне задруге Јасеница у Беговцу. Задруга од 2005. године производи лички кромпир еколошким путем.
Бивши је председник Српског привредног друштва Привредник у Загребу у мандату од 2005. до 2007. године. Био је потпредседник, те и члан Управног одбора Привредника у два мандата.